# Luke Perry
Coy Luther „Luke” Perry III (Mansfield, Ohio, 1966. október 11. – Burbank, Kalifornia, 2019. március 4.) amerikai színész.
A Beverly Hills 90210 című sorozattal vált ismertté.

## Élete és pályafutása
Leginkább televíziós sorozatokból ismert: 1990 és 1995, majd 1998 és 2000 között a főszereplő Dylan McKayt alakította a Beverly Hills 90210 című sorozatban. A Riverdale című sorozatban Fred Andrewst játszotta, továbbá vendégszereplőként feltűnt a Gyilkos elmék, az Esküdt ellenségek: Különleges ügyosztály és a Will és Grace epizódjaiban.
A mozivásznon a Buffy, a vámpírok réme (1992), a 8 másodperc (1994), Az ötödik elem (1997) és – legutolsó szerepléseként – a Volt egyszer egy Hollywood (2019) című filmekben töltött be emlékezetesebb szerepeket.
2019. március 4-én, 52 évesen hunyt el, miután pár nappal korábban agyvérzést kapott.

## Filmográfia

### Film
| Év   | Magyar cím                                              | Eredeti cím                                | Szerep                   | Magyar hang    |
| ---- | ------------------------------------------------------- | ------------------------------------------ | ------------------------ | -------------- |
| 1991 | Lángoló szenvedélyek                                    | Scorchers                                  | Ray Ray                  |                |
| 1992 | Az utolsó nyár                                          | Terminal Bliss                             | John Hunter              |                |
| 1992 | Buffy, a vámpírok réme                                  | Buffy the Vampire Slayer                   | Oliver Pike              | Holl Nándor    |
| 1994 | 8 másodperc                                             | 8 Seconds                                  | Lane Frost               |                |
| 1995 |                                                         | Vacanze di Natale '95                      | önmaga                   |                |
| 1996 | Hétköznapi élet                                         | Normal Life                                | Chris Anderson           | Czvetkó Sándor |
| 1996 |                                                         | American Strays                            | Johnny                   |                |
| 1997 | Az ötödik elem                                          | The Fifth Element                          | Billy Masterson          | Széles Tamás   |
| 1997 |                                                         | Lifebreath                                 | Martin Devoe             |                |
| 1999 | A balhé                                                 | The Heist                                  | Jack                     |                |
| 1999 | A bár                                                   | The Florentine                             | Frankie                  | Széles Tamás   |
| 1999 | Vihar                                                   | Storm                                      | Dr. Ron Young            | Stohl András   |
| 2000 |                                                         | Attention Shoppers                         | Mark Pinnalore           |                |
| 2001 | Láthatatlan ellenség                                    | The Enemy                                  | Dr. Michael Ashton       | Bozsó Péter    |
| 2001 |                                                         | Dirt                                       | ügyész                   |                |
| 2002 | A köd mögött                                            | Fogbound                                   | Bob                      | Lippai László  |
| 2003 |                                                         | Down the Barrel                            | David                    |                |
| 2005 | Tányérdobálók                                           | Dishdogz                                   | Tony                     |                |
| 2007 | A grund: A nagy összecsapás                             | The Sandlot: Heading Home                  | Tommy "Santa" Santorelli |                |
| 2007 |                                                         | Alice Upside Down                          | Ben McKinley             |                |
| 2009 | Szentivánéji svéd szexkomédia                           | Äntligen midsommar!                        | Sam                      |                |
| 2009 |                                                         | Upstairs                                   | Ward Weaver              |                |
| 2009 | Kígyók a mélyben                                        | Silent Venom                               | James O'Neill parancsnok | Lux Ádám       |
| 2009 |                                                         | Sam Steele and the Junior Detective Agency | The Cat                  |                |
| 2010 | Fekete-fehér blues                                      | Redemption Road                            | Boyd                     | Kossuth Gábor  |
| 2010 |                                                         | Final Storm                                | Silas Hendershot         |                |
| 2010 |                                                         | Hanna's Gold                               | Cole                     |                |
| 2010 |                                                         | Good Intentions                            | Chester Milford          |                |
| 2013 |                                                         | Red Wing                                   | Carl Blanton             |                |
| 2013 | Egy rendőrkutya kalandjai: Karácsonyi történet          | Scoot and Kassie’s Christmas Adventure     | Paul Stevenson           | Kőszegi Ákos   |
| 2013 | Egy rendőrkutya kalandjai: Karácsonyi történet          | Scoot and Kassie’s Christmas Adventure     | Paul Stevenson           | Harcsik Róbert |
| 2014 | Egy rendőrkutya kalandjai: Az elveszett arany legendája | K-9 Adventures: Legend of the Lost Gold    | Paul Stevenson           | Kőszegi Ákos   |
| 2014 | Talpalatnyi zene                                        | Beat Beneath My Feet                       | Steve                    | Széles Tamás   |
| 2015 |                                                         | Dudes & Dragons                            | Lorash                   |                |
| 2019 | Volt egyszer egy Hollywood                              | Once Upon a Time in Hollywood              | Wayne Maunder            | Rajkai Zoltán  |

### Televízió

#### Tévéfilm
| Év   | Magyar cím                                | Eredeti cím                                 | Szerep               | Magyar hang     |
| ---- | ----------------------------------------- | ------------------------------------------- | -------------------- | --------------- |
| 1997 |                                           | Riot                                        | Boomer               |                 |
| 1997 | Invázió                                   | Invasion                                    | Beau Stark           | Selmeczi Roland |
| 1998 | Indiszkrét                                | Indiscreet                                  | Michael Nash         | Galambos Péter  |
| 1999 |                                           | The Night of the Headless Horseman          | Brom Bones (hangja)  |                 |
| 2001 | Halálhajó 2. – Rettegés a vízen           | The Triangle                                | Stu Sheridan         | Lux Ádám        |
| 2002 | Ítéletlovasok                             | Johnson County War                          | Harry Hammett        | Csőre Gábor     |
| 2005 | Utazás a Föld mélyére                     | Descent                                     | Dr. Jake Rollins     | Dolmány Attila  |
| 2005 | Szupernova – Amikor meghal a Nap          | Supernova                                   | Dr. Chris Richardson | Kálid Artúr     |
| 2008 | Az ígéret                                 | A Gunfighter's Pledge                       | Matt Austin          |                 |
| 2008 |                                           | A Very Merry Daughter Of the Bride          | Charlie              |                 |
| 2009 | A bűnös útja                              | Angel and the Badman                        | Laredo Stevens       | Holl Nándor     |
| 2011 |                                           | Goodnight for Justice                       | John Goodnight       |                 |
| 2012 |                                           | Goodnight for Justice: The Measure of a Man | John Goodnight       |                 |
| 2012 | Goodnight for Justice: Queen of Hearts    |                                             | John Goodnight       |                 |
| 2015 | Isten hozott itthon                       | Welcome Home                                | Stewart Paylor       | Galambos Péter  |
| 2015 | Jesse Stone: A bostoni hasfelmetsző esete | Jesse Stone: Lost in Paradise               | Richard Steele       | Holl Nándor     |
| 2016 | Szerelem a farmon                         | Love in Paradise                            | Avery Ford           | Rajkai Zoltán   |

#### Sorozat
| Év        | Magyar cím                                       | Eredeti cím                                                   | Szerep                                     | Megjegyzések                                   |
| --------- | ------------------------------------------------ | ------------------------------------------------------------- | ------------------------------------------ | ---------------------------------------------- |
| 1982      |                                                  | Voyagers!                                                     | rab                                        | 1 epizód                                       |
| 1987–1988 |                                                  | Loving                                                        | Ned Bates                                  | 1 epizód                                       |
| 1988–1989 |                                                  | Another World                                                 | Kenny                                      | 10 epizód                                      |
| 1990–2000 | Beverly Hills 90210                              | Beverly Hills, 90210                                          | Dylan McKay / Billy McCoy / Peter Brinkley | - 199 epizód - magyar hangja: - Galambos Péter |
| 1993      | A Simpson család                                 | The Simpsons                                                  | önmaga (hangja)                            | 1 epizód                                       |
| 1994–2007 |                                                  | Biker Mice from Mars                                          | Napoleon Brie (hangja)                     | 7 epizód                                       |
| 1996      | Mortal Kombat: A birodalom védelmezői            | Mortal Kombat: Defenders of the Realm                         | Sub-Zero (hangja)                          | 13 epizód                                      |
| 1996–1997 | A hihetetlen Hulk                                | The Incredible Hulk                                           | Rick Jones (hangja)                        | 4 epizód                                       |
| 1997      | Kerge város                                      | Spin City                                                     | Spence                                     | 1 epizód                                       |
| 1999–2000 |                                                  | Pepper Ann                                                    | Stewart Waldinger (hangja)                 | 3 epizód                                       |
| 2000      | Johnny Bravo                                     | Johnny Bravo                                                  | önmaga (hangja)                            | 1 epizód                                       |
| 2000      | Family Guy                                       | Family Guy                                                    | önmaga (hangja)                            | 1 epizód                                       |
| 2001      |                                                  | Night Visions                                                 | Dr. Michael Sears                          | 1 epizód                                       |
| 2001–2002 | Oz                                               | Oz                                                            | Jeremiah Cloutier                          | 10 epizód                                      |
| 2002–2004 |                                                  | Jeremiah                                                      | Jeremiah                                   | 35 epizód                                      |
| 2003      |                                                  | Clone High                                                    | Juan Ponce de León (hangja)                | 1 epizód                                       |
| 2005      | Will és Grace                                    | Will & Grace                                                  | Aaron                                      | 1 epizód                                       |
| 2005      | Tesóm nyakán                                     | What I Like About You                                         | Todd                                       | 3 epizód                                       |
| 2006      |                                                  | Windfall                                                      | Peter Schaefer                             | 13 epizód                                      |
| 2007      | John Cincinattiból                               | John from Cincinnati                                          | Linc Stark                                 | 10 epizód                                      |
| 2008      | Esküdt ellenségek: Különleges ügyosztály         | Law & Order: Special Victims Unit                             | Noah Sibert                                | 1 epizód                                       |
| 2008–2018 | Gyilkos elmék                                    | Criminal Minds                                                | Benjamin Cyrus                             | - 2 epizód - magyar hangja: - Csőre Gábor      |
| 2009      | Vihar                                            | The Storm                                                     | Stillman                                   | minisorozat (2 epizód)                         |
| 2010      | Lépéselőnyben                                    | Leverage                                                      | Dalton Rand                                | - 1 epizód - magyar hangja: - Galambos Péter   |
| 2010      | Generátor Rex                                    | Generator Rex                                                 | Jacob                                      | 1 epizód                                       |
| 2010      |                                                  | FCU: Fact Checkers Unit                                       | Luke                                       | 8 epizód                                       |
| 2011      | Pound Puppies: Kutyakölyköt minden kiskölyöknek! | Pound Puppies                                                 | Fang (hangja)                              | 1 epizód                                       |
| 2012      | Nevelésből elégséges                             | Raising Hope                                                  | Arbor Day szelleme                         | 1 epizód                                       |
| 2012–2013 | A hidegsebész                                    | Body of Proof                                                 | Dr. Charlie Stafford                       | 5 epizód                                       |
| 2013      | Balfékek                                         | Community                                                     | American Inspector Spacetime               | 1 epizód                                       |
| 2014      | Gyilkos ügyek                                    | Major Crimes                                                  | Jon Worth                                  | 1 epizód                                       |
| 2014      | Vérmes négyes                                    | Hot in Cleveland                                              | Trevor                                     | - 1 epizód - magyar hangja: - Posta Victor     |
| 2016      |                                                  | The Edge and Christian Show That Totally Reeks of Awesomeness | önmaga                                     | 1 epizód                                       |
| 2017–2019 | Riverdale                                        | Riverdale                                                     | Fred Andrews                               | főszereplő                                     |

## Fordítás
- Ez a szócikk részben vagy egészben  a   Luke Perry című angol Wikipédia-szócikk ezen változatának fordításán alapul.  Az eredeti cikk szerkesztőit annak laptörténete sorolja fel. Ez a jelzés csupán a megfogalmazás eredetét és a szerzői jogokat jelzi, nem szolgál a cikkben szereplő információk forrásmegjelöléseként.